# Инанна

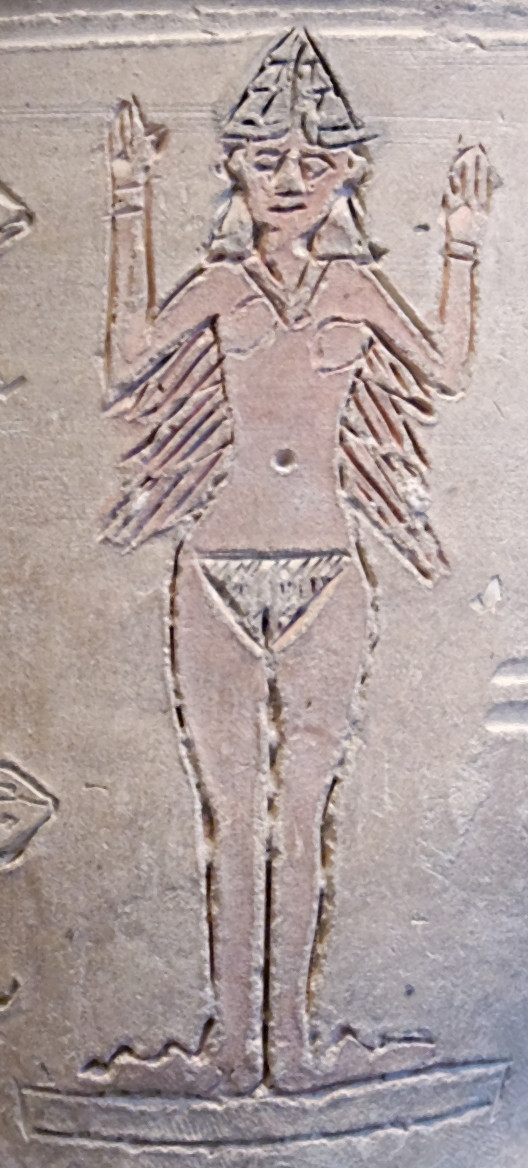
Изображение Инанны.

Ина́нна, в шумерско-аккадской мифологии и религии — центральное женское божество. В шумерских верованиях её роль многообразна: она царица неба и земли, богиня любви, войны и власти, олицетворяет утреннюю и вечернюю звёзды, покровительствует проституткам и покровительница города Урук. 
В древнеаккадский период слилась с богиней Иштар.
При неизвестных обстоятельствах культ этой богини вытеснил в Уруке культ бога Ану. Заняв место Ану, Инанна стала выполнять его функции.
Инанна считалась дочерью бога Луны Нанна и богини Нингаль — то есть внучкой Энлиля и правнучкой Ану (хотя в урукской версии Инанна называется дочерью Ану).
Согласно мифам об Энмеркаре, первоначально Инанна была богиней Аратты, однако позднее её благосклонностью стал пользоваться соперничавший с Араттой Урук.
Во 2-м тысячелетии до н. э. культ шумерской Иштар широко распространился среди хурритов, митаннийцев, финикийцев (соответствует финикийской Астарте).
Главное место почитания — Урук, где находился главный храм Инанны — Э-Ана.
В её честь названа борозда Инанны  на Плутоне.

## Замужество Инанны
В шумерских текстах можно найти две версии знакомства Инанны и Думузи. Первая представлена в поэме «Сватовство Думузи», где они влюбляются друг в друга при первой встрече. Инанна гуляла в одиночестве и познакомилась с пастухом Думузи. Он обнял её, но Инанна в страхе, что её мать — богиня Нингаль — рассердится на неё, попыталась уйти. Тогда Думузи предложил ей обмануть мать — сказать, что Инанна была с подругой на городской площади и танцевала. Молодые люди проводят вместе ночь, а после Думузи просит руки Инанны у её матери. Вторая версия изложена в поэме «Думузи и Энкимду». В ней говорится, что в Инанну влюбились сразу двое — бог-пастух Думузи и бог-земледелец Энкимду. Они оба просили её руки, и Инанна отдавала предпочтение Энкимду. Тогда Думузи сам пришёл к Инанне и обратился к ней с речью:
Чем я хуже земледельца Энкимду? Неужели он лучше, чем я, он – владелец канав и каналов, хозяин мотыг и плугов. Правда, он обещает тебе белоснежное полотно, но зато у меня много белых овец. Он сулит тебе темные ткани, но и у меня есть овцы с черной шерстью. Он делает из ячменя опьяняющее душу пиво, но молоко моих овец вкуснее и полезнее. Он предлагает тебе насыщающий тело хлеб и выращенные им бобы, а я приготовлю тебе лучшие сорта сыра, вкус которых приятнее меда.Гуляев В. И. «Шумер. Вавилон. Ассирия: 5000 лет истории». С. 230.
 В результате Инанна сделала выбор в пользу Думузи и пригласила его в дом своей матери, чтобы он мог посвататься.

## Семь тайных сил Инанны
Инанна появлялась везде, украшенная семью вещами, имеющими тайные силы:
- лента «Прелесть чела»
- знаки владычества и суда
- ожерелье из лазурита
- двойная золотая подвеска
- золотые запястья
- сеть «Ко мне, мужчины, ко мне»
- повязка «Одеяние владычиц»

Все семь тайных сил у неё были отняты стражем подземного царства Нети, когда Инанна спускалась в подземное царство к Эрешкигаль.

## Смерть Инанны
Описывается в поэме «Нисхождение Инанны в нижний мир». Инанна спустилась в подземное царство, где правила её сестра Эрешкигаль, и заявила, что хочет принести жертвы небесному быку Гугаланна (шум. Gú-gal-an-na: «дикий бык Ану») (то есть, мужу Эрешкигаль — Нергалу). Привратник Преисподней Нети провел её через семь врат, за каждыми из которых Инанне пришлось отдавать один из своих «предметов силы»:

И у неё, когда вошла,

Венец Эдена Шугур, снял с головы.

«Что это, что?»

«Смирись, Инанна, всесильны законы подземного мира!

Инанна, во время подземных обрядов молчи!»

И когда вошла во вторые врата,

Знаки владычества и суда у неё отобрал.

«Что это, что?»

«Смирись, Инанна, всесильны законы подземного мира!

Инанна, во время подземных обрядов молчи!»

И когда вошла она в третьи врата,

Ожерелье лазурное с шеи снял.

«Что это, что?»

«Смирись, Инанна, всесильны законы подземного мира!

Инанна, во время подземных обрядов молчи!»

И когда в четвёртые вошла врата,

Двойную подвеску с груди её снял.

«Что это, что?»

«Смирись, Инанна, всесильны законы подземного мира!

Инанна, во время подземных обрядов молчи!»

И когда в пятые вошла врата,

Золотые запястья с рук её снял.

«Что это, что?»

«Смирись, Инанна, всесильны законы подземного мира!

Инанна, во время подземных обрядов молчи!»

И когда в шестые вошла врата,

Сетку «Ко мне, мужчина, ко мне» с груди её снял.

«Что это, что?»

«Смирись, Инанна, всесильны законы подземного мира!

Инанна, во время подземных обрядов молчи!»

И когда в седьмые вошла врата,

Повязку, одеянье владычиц, с бедер снял.

«Что это, что?»

«Смирись, Инанна, всесильны законы подземного мира!

Инанна, во время подземных обрядов молчи!»

.

В конце концов она абсолютно нагая предстала перед Эрешкигаль и семью судьями нижнего мира. Заподозрив сестру в нечистых намерениях, Эрешкигаль устремила на неё свой убийственный взгляд, а затем подвесила труп Инанны на крюк.

## Возрождение Инанны
Далее в мифе происходит возрождение Инанны. На помощь ей приходит бог Энки. Взяв грязь из-под ногтей, он создал двух демонов — малого плакальщика и шута, которые могли облегчить боли Эрешкигаль, страдающей от родовых мук (с уходом богини любви и плодородия прекратились роды на земле). В благодарность демоны просят оживить Инанну. Эрешкигаль соглашается, и богиня возрождается. Однако Инанна не могла уйти из «Страны без возврата» без замены. Она должна была найти кого-то на земле вместо себя. Вернувшись домой, Инанна была поражена тем, что её муж Думузи не только не скорбит по поводу её смерти, а наслаждается жизнью в полной мере. Инанна избрала его своим заместителем в подземном мире. Думузи пытался скрыться, но демоны, сопровождавшие Инанну на пути домой, схватили его. Гештинанна, сестра Думузи, решила разделить судьбу брата. Каждые полгода Гештинанна занимала место Думузи. Когда Думузи воссоединялся с Инанной, на земле наступала весна. Этот миф отразил многообразие образа Инанны: она богиня любви и плодородия, но также жестокая и коварная воинственная богиня, выступающая олицетворением неумолимых сил природы.
В древнем Шумере раз в год проходила торжественная церемония, во время которой правитель каждого города олицетворял собой Думузи, а главная служительница культа исполняла роль Инанны. Считалось, что ритуал священного брака, в котором царственная чета принимала участие, обеспечивал стране плодородие и богатство.